# Sanna Marin
Sanna Mirella Marin (sinh ngày 16 tháng 11 năm 1985) là một chính trị gia kiêm Thủ tướng Phần Lan từ ngày 10 tháng 12 năm 2019 đến ngày 20 tháng 6 năm 2023. Là một người thuộc đảng Xã hội Dân chủ ,cô là thành viên của Nghị viện Phần Lan kể từ năm 2015 và từng là Bộ trưởng Giao thông và Truyền thông giai đoạn từ khoảng 6 tháng 6 năm 2019 đến ngày 10 tháng 12 năm 2019.
Sau khi Antti Rinne đã rời khỏi vị trí Thủ tướng, Đảng Xã hội dân chủ đã chọn Sanna Marin như ứng cử viên mới cho chức vụ Thủ tướng vào ngày 8 tháng 12 năm 2019. Sau khi xác nhận bởi bởi Nghị viện, Marin, tại tuổi 34, trở thành vị Thủ tướng hiện tại trẻ nhất đang phục vụ và Thủ tướng Phần Lan trẻ nhất từ trước tới nay. Cô cũng là người phụ nữ thứ ba đứng đầu chính phủ đất nước, sau Anneli Jäätteenmäki và Mari Kiviniemi - cả hai đều là thành viên của Đảng Centre (Centre Party).

## Tiểu sử
Marin được sinh vào ngày 16 tháng 11 năm 1985 ở Helsinki. Cô đã sống ở Espoo và Pirkkala trước khi chuyển tới Tampere. Bố mẹ của cô đã chia tay khi cô còn nhỏ; gia đình đối mặt với những vấn đề tài chính và bố Marin đã vật lộn với chứng nghiện rượu. Sau khi bố mẹ chia tay, Marin được nuôi dưỡng bởi một cặp đồng tính nữ.

## Sự nghiệp

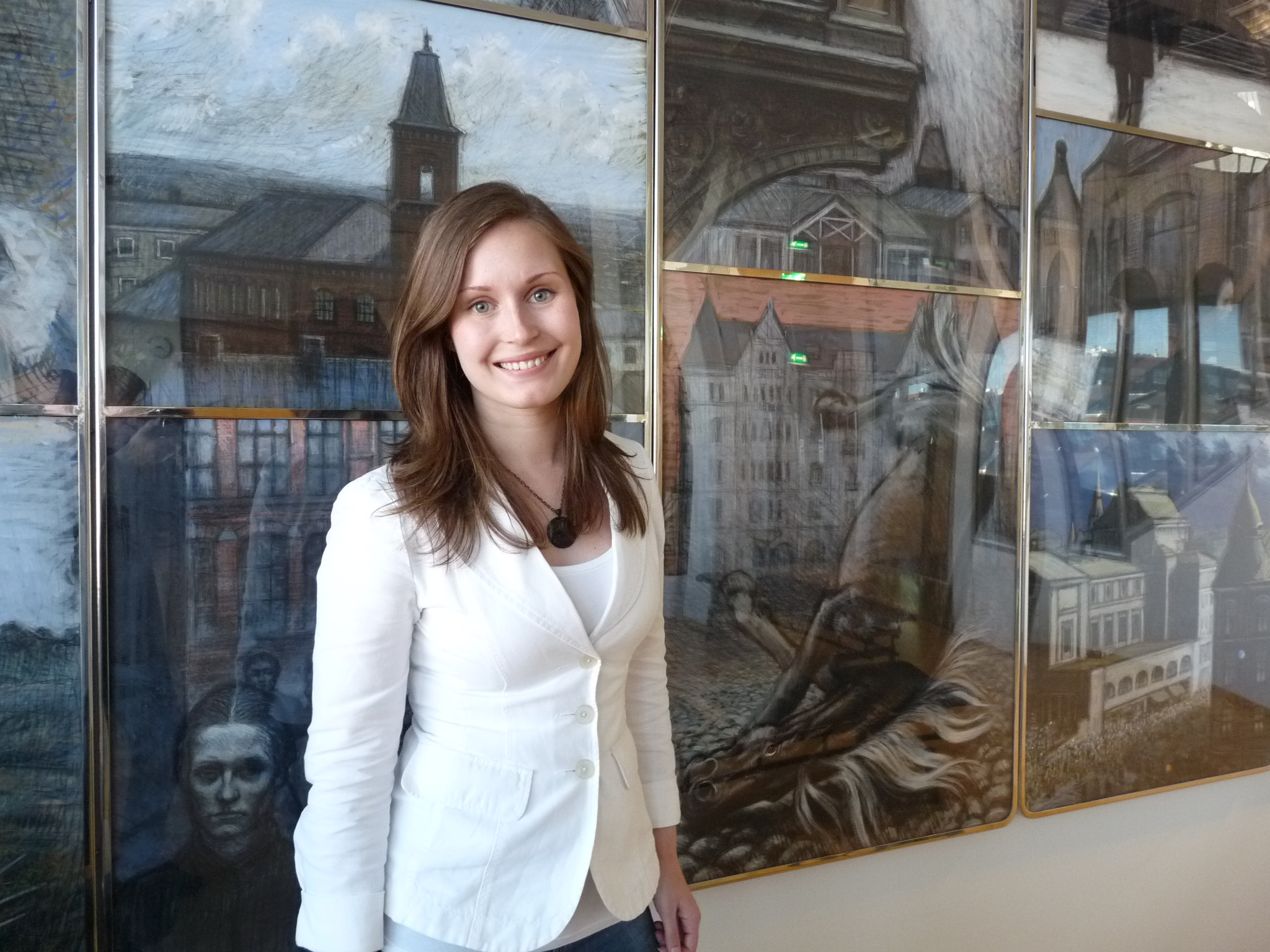
Marin năm 2012

Marin đã tốt nghiệp trường trung học Pirkkala năm 2004 ở lúc 19 tuổi. Cô lấy bằng tốt nghiệp Cao học về quản trị khoa học tại trường Đại học Tampere năm 2017. Marin gia nhập Đảng Xã hội Dân chủ Thanh niên (Social Democratic Youth) vào năm 2006 và đã phục vụ với tư cách phó Chủ tịch đầu tiên từ 2010 tới 2012.
Marin là một ứng viên trong cuộc bầu cử cấp thành phố tại Phần Lan năm 2008, nhưng đã không được bầu. Cô trở nên tích cực với hoạt động chính trị từ năm 2012. Trong mùa bầu cử 2012, cô được bầu vào Hội đồng thành phố Tampere ở tuổi 27, đó là một cột mốc quan trọng trong sự nghiệp chính trị của cô. Marin là chủ tịch của Hội đồng thành phố từ 2013 tới 2017. Trong năm 2017, cô đã được bầu lại vào Hội đồng thành phố. Cô cũng là một thành viên của Hội đồng của khu vực Tampere và cũng là một thành viên của Hội đồng vùng Pirkamaa từ 2013 tới 2016.
Marin đã được bầu phó Chủ tịch của đảng Xã hội dân chủ lần 2 năm 2014. Trong năm 2015 ở tuổi 30, cô đã được bầu vào Nghị viện Phần Lan với tư cách như một nghị sĩ từ cuộc bầu cử quận Pirkanmaa. Bốn năm sau cô đã được bầu lại. Vào 6/6 năm 2019, cô trở thành Bộ trưởng Giao thông và Truyền thông.
Vào tháng 12/2019, cô đã được bổ nhiệm bởi Đảng Xã hội dân chủ để kế nhiệm Antti Rinne với tư cách Thủ tướng Phần Lan. Rinne đã bị chỉ trích rộng rãi qua cách ông xử lý một cuộc đình công bưu điện, nhưng ông vẫn là lãnh đạo chính thức của đảng ít nhất cho tới hội nghị trong tháng 6/2020. Marin chiến thắng sát nút với đối thủ Antti Lindtman với đa số phiếu bầu. Marin lãnh đạo chính phủ mới với 5 đảng liên minh, 12 trong số 19 bộ trưởng trong nội các là phụ nữ.

## Cuộc sống cá nhân
Marin đã miêu tả bản thân cô đến từ một gia đình đồng tính với tư cách cô là một đứa con của một cặp đồng tính nữ. Cô cũng là đứa trẻ duy nhất trong gia đình và là người đầu tiên trong gia đình cô tham gia đại học. Trong tháng 1/2018, cô đã có một con gái tên là Emma với chồng cô là Markus Räikkönen.